# (130067) Marius-Phaneuf
(130067) Marius-Phaneuf est un astéroïde de la ceinture principale.

## Description
(130067) Marius-Phaneuf est un astéroïde de la ceinture principale. Il fut découvert le 1er novembre 1999 aux monts Santa Catalina par le programme CSS. Il présente une orbite caractérisée par un demi-grand axe de 2,56 UA, une excentricité de 0,25 et une inclinaison de 15,0° par rapport à l'écliptique.
Il est nommé d'après un contributeur de la mission OSIRIS-REx dont l'objet est l'étude de l'astéroïde (101955) Bénou.